# Comuna Zaplavka, Mahdalînivka
Zaplavka (în ucraineană Заплавка) este o comună în raionul Mahdalînivka, regiunea Dnipropetrovsk, Ucraina, formată din satele Krasnopillea, Kremenivka, Mînivka și Zaplavka (reședința).

## Demografie
Componența lingvistică a satului Zaplavka
     Ucraineană (95,56%)
     Rusă (2,56%)
     Alte limbi (0,83%)
Conform recensământului din 2001, majoritatea populației satului Zaplavka era vorbitoare de ucraineană (95,56%), existând în minoritate și vorbitori de rusă (2,56%).